# 3ª legislatura della Confederazione Svizzera
La 3ª legislatura della Confederazione Svizzera è stata in carica dal 4 dicembre 1854 al 6 dicembre 1857. Nell'ordinamento svizzero, la legislatura è formalmente prevista solo per il Consiglio nazionale, mentre l'elezione dei membri del Consiglio degli Stati è regolata a livello cantonale.

## Sessioni
Le sessioni della legislatura furono così ripartite:
| Sessione                | Inizio            | Fine              |
| ----------------------- | ----------------- | ----------------- |
| Rinnovo ordinario       | 4 dicembre 1854   | 21 dicembre 1854  |
| Sessione ordinaria      | 2 luglio 1855     | 25 luglio 1855    |
| Sessione straordinaria  | 21 gennaio 1856   | 7 febbraio 1856   |
| Sessione ordinaria      | 7 luglio 1856     | 26 luglio 1856    |
| Continuazione ordinaria | 15 settembre 1856 | 27 settembre 1856 |
| Sessione straordinaria  | 27 dicembre 1856  | 30 dicembre 1856  |
| Continuazione ordinaria | 14 gennaio 1857   | 16 gennaio 1857   |
| Continuazione ordinaria | 9 giugno 1857     | 12 giugno 1857    |
| Sessione ordinaria      | 6 luglio 1857     | 5 agosto 1857     |

## Consiglio federale
I presidenti, vicepresidenti e i membri del Consiglio federale furono i seguenti:

### Presidenti e vicepresidenti
| Periodo                            | Presidente            | Vicepresidente    |
| ---------------------------------- | --------------------- | ----------------- |
| 1º gennaio 1854 - 31 dicembre 1854 | Friedrich Frey-Herosé | Ulrich Ochsenbein |
| 1 dicembre 1855 - 31 dicembre 1855 | Jonas Furrer          | Jakob Stämpfli    |
| 1º gennaio 1856 - 31 dicembre 1856 | Jakob Stämpfli        | Constant Fornerod |
| 1º gennaio 1857 - 31 dicembre 1857 | Constant Fornerod     | Jonas Furrer      |

### Membri
| Nome                         | Orientamento politico | Cantone   | Dipartimento |
| ---------------------------- | --------------------- | --------- | --- |
| Henri Druey                  | Liberale-radicale     | Vaud      | Dipartimento delle finanze (1854-1855)                                                                                  |
| Stefano Franscini            | Liberale-radicale     | Ticino    | Dipartimento dell'interno (1854-1857)                                                                                   |
| Friedrich Frey-Herosé        | Liberale-radicale     | Argovia   | Dipartimento politico (1854) Dipartimento militare (1855-1857)                                                          |
| Jonas Furrer                 | Liberale-radicale     | Zurigo    | Dipartimento di giustizia e polizia (1854) Dipartimento politico (1855) Dipartimento di giustizia e polizia (1856-1857) |
| Josef Munzinger              | Liberale-radicale     | Soletta   | Dipartimento delle poste e pubbliche costruzioni (1854) Dipartimento di Dazi e Commercio (1855)                         |
| Wilhelm Matthias Naeff       | Liberale-radicale     | San Gallo | Dipartimento di Dazi e Commercio (1854) Dipartimento delle poste e pubbliche costruzioni (1855-1857)                    |
| Ulrich Ochsenbein            | Liberale-radicale     | Berna     | Dipartimento militare (1854)                                                                                            |
| Jakob Stämpfli               | Liberale-radicale     | Berna     | Dipartimento di giustizia e polizia (1855) Dipartimento politico (1856) Dipartimento delle finanze (1857)               |
| Constant Fornerod            | Liberale-radicale     | Vaud      | Dipartimento di Dazi e Commercio (1855-1856) Dipartimento politico (1857)                                               |
| Melchior Josef Martin Knüsel | Liberale-radicale     | Lucerna   | Dipartimento delle finanze (1855-1856) Dipartimento di Dazi e Commercio (1857)                                          |
| Giovanni Battista Pioda      | Liberale-radicale     | Ticino    | Dipartimento dell'interno (1857)                                                                                        |

## Consiglio nazionale
Nel corso della legislatura, i presidenti del Consiglio nazionale furono i seguenti:
| Periodo   | Presidente          | Presidente decano   |
| --------- | ------------------- | ------------------- |
| 1854-1855 | Casimir Pfyffer     | Georg Joseph Sidler |
| 1855-1856 | Eduard Eugen Blösch | Georg Joseph Sidler |
| 1856      | Friedrich Siegfried | Georg Joseph Sidler |
| 1856      | Jules Martin        | Georg Joseph Sidler |
| 1856-1857 | Alfred Escher       | Georg Joseph Sidler |
| 1857      | Paul Migy           | Georg Joseph Sidler |

## Consiglio degli Stati
Nel corso della legislatura, i presidenti del Consiglio degli Stati furono i seguenti:
| Periodo   | Presidente           |
| --------- | -------------------- |
| 1854-1855 | Karl Kappeler        |
| 1855      | Constant Fornerod    |
| 1855-1856 | Samuel Schwarz       |
| 1856      | Aimé Humbert         |
| 1856      | Jakob Dubs           |
| 1856-1857 | François Briatte     |
| 1857      | Johann Baptist Weder |